# Metrotram van Wolgograd

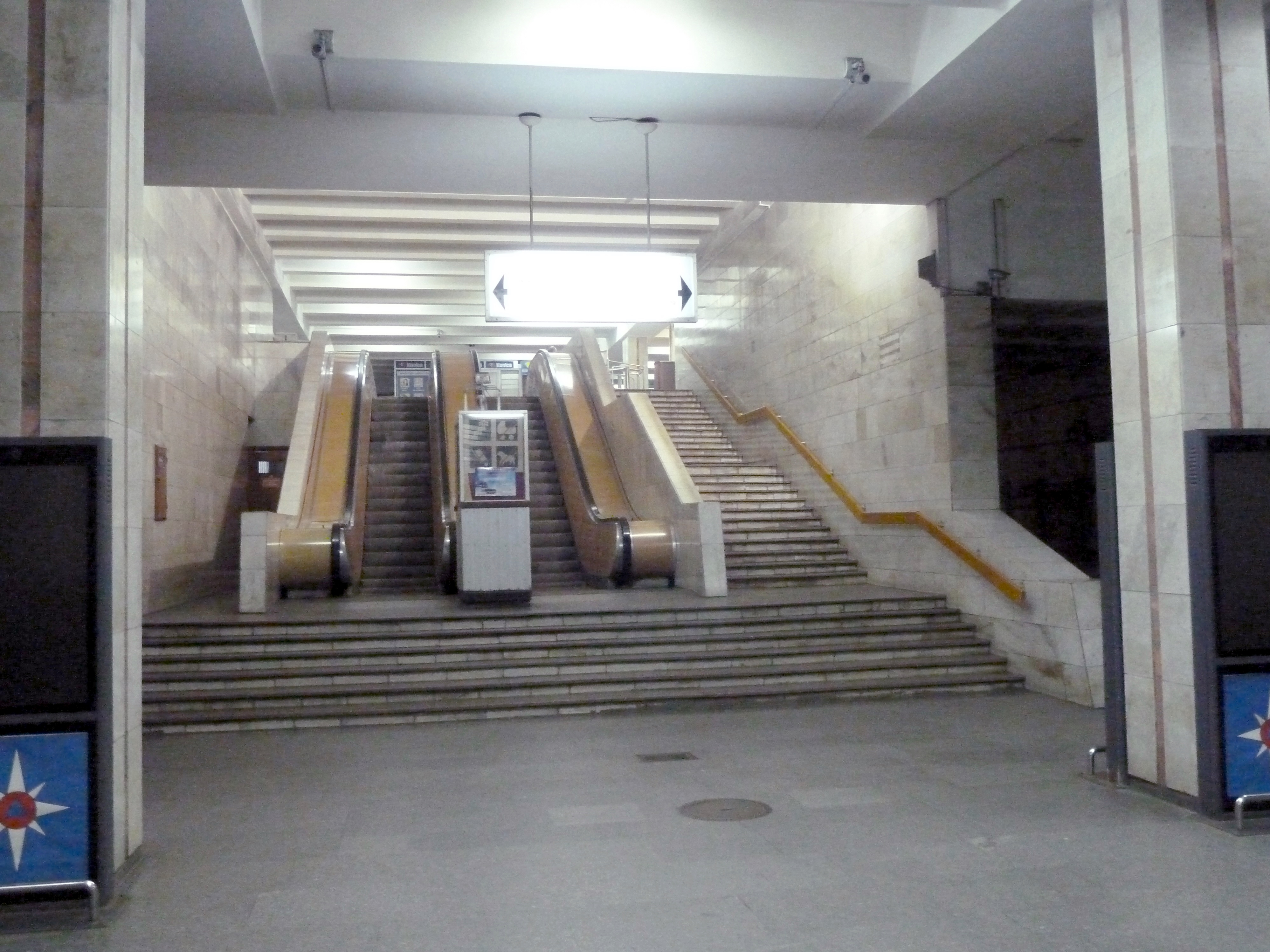
In station Komsomolskaya is goed te zien dat de roltrappen niet direct aansluiten op het perron. Zo kan bij ombouw naar metro, vrij simpel het perron worden verhoogd.

De metrotram van Wolgograd (Russisch: Волгоградский метротрам, Volgogradski metrotram) is een premetrosysteem in de Russische stad Wolgograd.
Het netwerk heeft een lengte van 17,3 kilometer, waarvan 10,2 kilometer bovengronds. De eerste stations werden op 5 november 1984 geopend. Dagelijks reizen er ongeveer 136.000 passagiers met de metrotram. Het systeem was ontworopen om circa 200.000 dagelijkse passagiers te vervoeren.

## Lijnen
Het netwerk bestaat uit 22 stations op 2 lijnen, parallel met de rivier de Wolga die de noordelijke buitenwijk verbindt met het stadscentrum. Lijn 2 wijkt enkel op de eindpunten af van lijn 1.
| Lijn | Route                                  | Opening | Stations |
| ---- | -------------------------------------- | ------- | -------- |
| 1    | Traktornyj Zavod ↔ Ploshchad Chekistov | 1984    | 19       |
| 2    | Stadion Monolit ↔ Yel’shanka           | 2011    | 15       |

## Stations
De stations van de metrotram van Wolgograd, inclusief bovengrondse en ondergrondse.
- Traktornyy Zavod (eindpunt lijn 1)
- Khlebozavod
- Vodootstoy
- Bol'nitsa Il'icha
- Zavod Barrikady
- Tridtsat 'Pervaya Shkola
- Stadion Monolit (eindpunt van lijn 2)
- Zavod "Krasnyy Oktyabr
- Tridtsat 'Devyataya Gvardeyskaya
- Ploshchad Vozrozhdeniya
- Dvorets Sporta (Sportpaleis)
- Mamayev Kurgan
- Tsentral'nyy Stadion
- Tsentral'nyy Park Kul'tury i Otdykha (Centraal recreatiepark)
- Yevropa
- Ploshchad Lenina
- Komsomol'skaya
- Pionerskaya
- Ploshchad Chekistov (aftakking en eindpunt van lijn 2)
- Profsoyuznaya
- Teatr Yunogo Zritelya
- Yel'shanka (eindpunt van lijn 1)

Gepland:
- Rayonnaya
- Sel'khozakademiya

Goedgekeurd:
- Tormosilovskaya
- Panfilovskaya
- Mikrorayon 231
- Universitet